# Margita Titlová
Margita Titlová-Ylovsky (* 16. června 1957 Praha) je česká akademická malířka.

## Život
V mládí studovala na gymnáziu Na Pražačce, poté pokračovala ve studiu na Akademii výtvarných umění v Praze v ateliéru malby. Byla součástí generace mladých umělců 80. let 20. století. V té době patřila k tzv. akčním umělcům. Zabývala se volnou kresbou a malbou. Od malby časem přešla k prostorovým objektům a instalacím. Je pedagogem na Fakultě výtvarných umění Vysokého učení technického v Brně. Jako vedoucí ateliéru grafiky je v akademickém senátě a v radě studijního programu.
Její předci jsou maďarského původu. Jejím manželem je Vladimír Merta s nímž má dceru Fábinu.